# 16.ª etapa del Tour de Francia 2024
La 16.ª etapa del Tour de Francia 2024 tuvo lugar el 16 de julio de 2024 y consistió en una etapa llana, con inicio en la ciudad de Gruissan y final en la ciudad de Nimes, sobre un recorrido de 188,6 km. El vencedor fue el belga Jasper Philipsen del Alpecin Deceuninck, el esloveno Tadej Pogačar del UAE Team Emirates mantuvo el liderato.

## Clasificación de la etapa
| Gruissan - Nimes | etapa llana | (188,6 km) |

| \| Clasificación de la etapa \| Clasificación de la etapa \| Clasificación de la etapa \| Clasificación de la etapa \| Clasificación de la etapa \| \| Ciclista \| Ciclista \| Equipo \| Tiempo \| \| \| ------------------------- \| ------------------------- \| -------------------------- \| ------------------------- \| ------------------------- \| \| 1.º \| Jasper Philipsen \| Alpecin-Deceuninck \| 4 h 11 min 27 s \| \| \| 2.º \| Phil Bauhaus \| Bahrain Victorious \| + 0 s \| \| \| 3.º \| Alexander Kristoff \| Uno-X Mobility \| + 0 s \| \| \| 4.º \| Sam Bennett \| Decathlon-AG2R La Mondiale \| + 0 s \| \| \| 5.º \| Wout van Aert \| Team Visma \\| Lease a Bike \| + 0 s \| \| \| 6.º \| Pascal Ackermann \| Israel-Premier Tech \| + 0 s \| \| \| 7.º \| Bryan Coquard \| Cofidis \| + 0 s \| \| \| 8.º \| Søren Wærenskjold \| Uno-X Mobility \| + 0 s \| \| \| 9.º \| Ryan Gibbons \| Lidl-Trek \| + 0 s \| \| \| 10.º \| Danny van Poppel \| Red Bull-Bora-Hansgrohe \| + 0 s \| \| |                    |                            |                 |
| |                    |                            |                 |
| Fuentes: ProCyclingStats Cycling Quotient |                    |                            |                 |
| Clasificación de la etapa |                    |                            |                 |
| Ciclista | Ciclista           | Equipo                     | Tiempo          |
| 1.º | Jasper Philipsen   | Alpecin-Deceuninck         | 4 h 11 min 27 s |
| 2.º | Phil Bauhaus       | Bahrain Victorious         | + 0 s           |
| 3.º | Alexander Kristoff | Uno-X Mobility             | + 0 s           |
| 4.º | Sam Bennett        | Decathlon-AG2R La Mondiale | + 0 s           |
| 5.º | Wout van Aert      | Team Visma \| Lease a Bike | + 0 s           |
| 6.º | Pascal Ackermann   | Israel-Premier Tech        | + 0 s           |
| 7.º | Bryan Coquard      | Cofidis                    | + 0 s           |
| 8.º | Søren Wærenskjold  | Uno-X Mobility             | + 0 s           |
| 9.º | Ryan Gibbons       | Lidl-Trek                  | + 0 s           |
| 10.º | Danny van Poppel   | Red Bull-Bora-Hansgrohe    | + 0 s           |

## Clasificaciones al final de la etapa

### Clasificación general(Maillot Jaune)
| \| Clasificación general \| Clasificación general \| Clasificación general \| Clasificación general \| Clasificación general \| \| Ciclista \| Ciclista \| Equipo \| Tiempo \| \| \| --------------------- \| --------------------- \| -------------------------- \| --------------------- \| --------------------- \| \| 1.º \| Tadej Pogačar \| UAE Team Emirates \| 67 h 35 min 56 s \| \| \| 2.º \| Jonas Vingegaard \| Team Visma \\| Lease a Bike \| + 3 min 09 s \| \| \| 3.º \| Remco Evenepoel \| Soudal Quick-Step \| + 5 min 19 s \| \| \| 4.º \| João Almeida \| UAE Team Emirates \| + 10 min 54 s \| \| \| 5.º \| Mikel Landa \| Soudal Quick-Step \| + 11 min 21 s \| \| \| 6.º \| Carlos Rodríguez \| Ineos Grenadiers \| + 11 min 27 s \| \| \| 7.º \| Adam Yates \| UAE Team Emirates \| + 13 min 38 s \| \| \| 8.º \| Giulio Ciccone \| Lidl-Trek \| + 15 min 48 s \| \| \| 9.º \| Derek Gee \| Israel-Premier Tech \| + 16 min 12 s \| \| \| 10.º \| Santiago Buitrago \| Bahrain Victorious \| + 16 min 32 s \| \| |                   |                            |                  |
| |                   |                            |                  |
| Fuentes: ProCyclingStats Cycling Quotient |                   |                            |                  |
| Clasificación general |                   |                            |                  |
| Ciclista | Ciclista          | Equipo                     | Tiempo           |
| 1.º | Tadej Pogačar     | UAE Team Emirates          | 67 h 35 min 56 s |
| 2.º | Jonas Vingegaard  | Team Visma \| Lease a Bike | + 3 min 09 s     |
| 3.º | Remco Evenepoel   | Soudal Quick-Step          | + 5 min 19 s     |
| 4.º | João Almeida      | UAE Team Emirates          | + 10 min 54 s    |
| 5.º | Mikel Landa       | Soudal Quick-Step          | + 11 min 21 s    |
| 6.º | Carlos Rodríguez  | Ineos Grenadiers           | + 11 min 27 s    |
| 7.º | Adam Yates        | UAE Team Emirates          | + 13 min 38 s    |
| 8.º | Giulio Ciccone    | Lidl-Trek                  | + 15 min 48 s    |
| 9.º | Derek Gee         | Israel-Premier Tech        | + 16 min 12 s    |
| 10.º | Santiago Buitrago | Bahrain Victorious         | + 16 min 32 s    |

### Clasificación por puntos(Maillot Vert)
| Clasificación por puntos | Clasificación por puntos | Clasificación por puntos   | Clasificación por puntos | Clasificación por puntos |
| Ciclista                 | Ciclista                 | Equipo                     | Puntos                   |                          |
| ------------------------ | ------------------------ | -------------------------- | ------------------------ | ------------------------ |
| 1.º                      | Biniam Girmay            | Intermarché-Wanty          | 376 pts                  |                          |
| 2.º                      | Jasper Philipsen         | Alpecin-Deceuninck         | 344 pts                  |                          |
| 3.º                      | Bryan Coquard            | Cofidis                    | 179 pts                  |                          |
| 4.º                      | Anthony Turgis           | TotalEnergies              | 156 pts                  |                          |
| 5.º                      | Arnaud De Lie            | Lotto Dstny                | 153 pts                  |                          |
| 6.º                      | Tadej Pogačar            | UAE Team Emirates          | 136 pts                  |                          |
| 7.º                      | Jonas Abrahamsen         | Uno-X Mobility             | 133 pts                  |                          |
| 8.º                      | Wout van Aert            | Team Visma \| Lease a Bike | 130 pts                  |                          |
| 9.º                      | Pascal Ackermann         | Israel-Premier Tech        | 118 pts                  |                          |
| 10.º                     | Fernando Gaviria         | Movistar Team              | 118 pts                  |                          |

### Clasificación de la montaña(Maillot à Pois Rouges)
| Clasificación de la montaña | Clasificación de la montaña | Clasificación de la montaña | Clasificación de la montaña | Clasificación de la montaña |
| Ciclista                    | Ciclista                    | Equipo                      | Puntos                      |                             |
| --------------------------- | --------------------------- | --------------------------- | --------------------------- | --------------------------- |
| 1.º                         | Tadej Pogačar               | UAE Team Emirates           | 77 pts                      |                             |
| 2.º                         | Jonas Vingegaard            | Team Visma \| Lease a Bike  | 58 pts                      |                             |
| 3.º                         | Remco Evenepoel             | Soudal Quick-Step           | 42 pts                      |                             |
| 4.º                         | Jonas Abrahamsen            | Uno-X Mobility              | 36 pts                      |                             |
| 5.º                         | Oier Lazkano                | Movistar Team               | 35 pts                      |                             |
| 6.º                         | David Gaudu                 | Groupama-FDJ                | 30 pts                      |                             |
| 7.º                         | Carlos Rodríguez            | Ineos Grenadiers            | 24 pts                      |                             |
| 8.º                         | Richard Carapaz             | EF Education-EasyPost       | 22 pts                      |                             |
| 9.º                         | Ben Healy                   | EF Education-EasyPost       | 21 pts                      |                             |
| 10.º                        | Javier Romo                 | Movistar Team               | 18 pts                      |                             |

### Clasificación del mejor joven(Maillot Blanc)
| Clasificación del mejor joven | Clasificación del mejor joven | Clasificación del mejor joven | Clasificación del mejor joven | Clasificación del mejor joven |
| Ciclista                      | Ciclista                      | Equipo                        | Tiempo                        |                               |
| ----------------------------- | ----------------------------- | ----------------------------- | ----------------------------- | ----------------------------- |
| 1.º                           | Remco Evenepoel               | Soudal Quick-Step             | 66 h 13 min 10 s              |                               |
| 2.º                           | Carlos Rodríguez              | Ineos Grenadiers              | + 6 min 08 s                  |                               |
| 3.º                           | Santiago Buitrago             | Bahrain Victorious            | + 11 min 13 s                 |                               |
| 4.º                           | Matteo Jorgenson              | Team Visma \| Lease a Bike    | + 14 min 56 s                 |                               |
| 5.º                           | Ben Healy                     | EF Education-EasyPost         | + 24 min 07 s                 |                               |
| 6.º                           | Javier Romo                   | Movistar Team                 | + 42 min 46 s                 |                               |
| 7.º                           | Ilan Van Wilder               | Soudal Quick-Step             | + 1 h 09 min 22 s             |                               |
| 8.º                           | Tobias Halland Johannessen    | Uno-X Mobility                | + 1 h 21 min 39 s             |                               |
| 9.º                           | Jordan Jegat                  | TotalEnergies                 | + 1 h 43 min 04 s             |                               |
| 10.º                          | Romain Grégoire               | Groupama-FDJ                  | + 1 h 49 min 59 s             |                               |

### Clasificación por equipos(Classement par Équipe)
| Clasificación por equipos | Clasificación por equipos  | Clasificación por equipos | Clasificación por equipos |
| Equipo                    | Equipo                     | Tiempo                    |                           |
| ------------------------- | -------------------------- | ------------------------- | ------------------------- |
| 1.º                       | UAE Team Emirates          | 198 h 48 min 20 s         |                           |
| 2.º                       | Team Visma \| Lease a Bike | + 54 min 16 s             |                           |
| 3.º                       | Soudal Quick-Step          | + 59 min 43 s             |                           |
| 4.º                       | Ineos Grenadiers           | + 1 h 20 min 03 s         |                           |
| 5.º                       | Lidl-Trek                  | + 2 h 03 min 58 s         |                           |
| 6.º                       | EF Education-EasyPost      | + 2 h 23 min 01 s         |                           |
| 7.º                       | Movistar Team              | + 2 h 23 min 36 s         |                           |
| 8.º                       | Bahrain Victorious         | + 2 h 26 min 00 s         |                           |
| 9.º                       | Red Bull-Bora-Hansgrohe    | + 2 h 29 min 56 s         |                           |
| 10.º                      | Israel-Premier Tech        | + 3 h 09 min 58 s         |                           |

## Abandonos
- Maxim Van Gils (Lotto Dstny) no tomó la salida.
- Chris Harper (Team Jayco AlUla) no tomó la salida.